# Robert Selden Garnett

Robert Selden Garnett

Robert Selden Garnett (* 16. Dezember 1819 im Essex County, Virginia; † 13. Juli 1861 bei Corrick's Ford, Virginia) war ein Offizier des US-Heeres und Brigadegeneral der Konföderierten Staaten von Amerika im Sezessionskrieg.

## Leben
Garnett wurde 1819 auf dem Landsitz Rose Hill im Essex County geboren. Sein Cousin war Richard Brooke Garnett, ebenfalls ein späterer General der Konföderierten. Nach seiner normalen Schulausbildung besuchte er die Militärakademie in West Point, New York, die er 1841 erfolgreich abschloss. Anschließend diente er als Leutnant im 4. US-Artillerieregiment und war das erste Jahr an der nördlichen Grenze stationiert, bevor er nach Fort Monroe in Virginia versetzt wurde. Während des Mexikanisch-Amerikanischen Kriegs 1846–1848 diente er unter General Zachary Taylor, dem späteren 12. Präsidenten der Vereinigten Staaten und wurde für Tapferkeit sowohl in der Schlacht von Monterrey vom 21.–23. September 1846 als auch in der Schlacht von Buena Vista am 23. Februar 1847 ausgezeichnet.
1848 wurde Garnett zum 7. US-Infanterie-Regiment versetzt und kämpfte im 3. Seminolenkrieg in Florida, bevor er nach Monterey, Kalifornien versetzt wurde und anschließend nach Texas, wo er zum Hauptmann befördert wurde. Weitere Stationen seiner Militärkarriere waren Ausbilder in Westpoint und Kompaniechef im 1. US-Kavallerie-Regiment, bevor er im Washington-Territorium Major im 9. US-Infanterie-Regiment wurde.
Als sich Virginia im Rahmen der Sezession gegen die Unionsstaaten stellte, quittierte Garnett im April 1861 seinen Dienst und wurde Generaladjutant des virginischen Heeres, diente unter dem Kommando von General Robert Edward Lee und wurde im Juni des gleichen Jahres zum Brigadegeneral befördert. Bei der Schlacht am Rich Mountain am 11. Juli 1861 wurde er verwundet und verstarb am 13. Juli an den Folgen.